# Pragmàtica Conversacional
En ciència social en general, i en lingüística en concret, la pragmàtica conversacional (o principi cooperatiu) descriu com les persones aconsegueixen conversar de manera eficaç en situacions socials comunes (és a dir, com oients i parlants cooperen i accepten ésser entesos d'una manera en concret).
Tal com ho expressava Paul Grice, que és qui va introduir la idea a la seva teoria pragmàtica,
"Fes la teva contribució tal com cal, en el moment en què succeeix, i seguint el propòsit o direcció de l'intercanvi comunicatiu en què et trobes."
Malgrat el principi està redactat en imperatiu, vol ser únicament una descripció de com les persones es comporten habitualment en l'acte de conversar. Jeffries i McIntyre descriuen les màximes de Grice com "un resum de les suposicions de què acostumem a partir quan participem en una conversa".
La pragmàtica conversacional es divideix en quatre màximes de conversa, anomenades les Màximes de Grice. Aquestes quatre màximes descriuen principis racionals concrets que es poden observar en les persones que segueixen el principi cooperatiu per tal d'aconseguir una comunicació eficaç. Aplicar les Màximes de Grice és una manera d'explicar la relació entre allò que es diu i allò que s'interpreta.

## Màximes de Grice

### Màxima de qualitat
Supermàxima
- Procura que la teva contribució sigui vertadera.

Submàximes
1. No diguis allò que creus que és fals.
2. No diguis allò de què no tinguis una evidència adequada.[3]

### Màxima de quantitat
1. Fes la teva contribució tan informativa com sigui necessari (en relació als objectius actuals de l'intercanvi).
2. No facis la teva contribució més informativa del necessari.

### Màxim de relació (o rellevància)
- Sigues rellevant.

Amb relació a aquesta màxima, Grice escriu: "Tot i que la màxima en sí és breu, la seva formulació encobreix una quantitat de problemes que em fan barrinar bastant: qüestions sobre quins diferents tipus de focus de rellevància hi deu haver, com aquests canvien al llarg de la conversa, o com plantejar-ho de manera que es reconegui que els temes de conversa també canvien de manera legítima, etc. Trobo que el tractament d'aquestes qüestions és excessivament difícil, i espero reprendre'n l'estudi en alguna obra posterior."

### Màxima de manera
Supermàxima
- Sigues clar.

Submàximes
1. Evita expressar-te de manera obscura.
2. Evita l'ambigüetat.
3. Sigues breu (evita proselitisme innecessari).
4. Sigues ordenat.

## Explicació
Aquestes màximes s'han d'entendre com una descripció de les assumpcions que els oients generalment fan quan algú parla amb ells, més que pas com a recomanacions de com un hauria de parlar.
El filòsof Kent Bach escriu:
...primer hem d'entendre el caire de les màximes de Grice. No són generalitzacions sobre la parla, ni tampoc prescripcions morals respecte a què dir o comunicar. Malgrat Grice les va presentar en forma de guia per a comunicar-se de manera efectiva, crec que és millor interpretar-les com a pressumpcions sobre les frases, pressumpcions en les quals depenem com a oients, i que aprofitem com a parlants.
Sovint el destinatari d'una frase pot afegir significats addicionals al significat intrínsec d'aquesta si assumeix que qui parla ha seguit les màximes que hem vist. Aquests significats addicionals, si eren part de la intenció de l'altre, s'anomenen implicatures conversacionals. Per exemple, a la conversa
A (a algú del carrer): no em queda benzina.
B: Hi ha una gasolinera d'aquí dos carrers.
La persona A assumirà que la B ha seguit la màxima de relació. Però la resposta de B només serà rellevant per a A si l'esmentada gasolinera és oberta; així que la frase porta implícit també que "La gasolinera és oberta."
Grice no assumeix, però, que tothom hauria de seguir aquestes màximes constantment. I de fet, trobava interessants precisament les situacions en què no es respecten, ja sigui perquè l'emissor se les salta (esperant que el receptor entengui el missatge igualment) o perquè l'emissor les viola (esperant que el receptor no se n'adoni).
En el primer cas, les circumstàncies donarien a entendre que l'emissor segueix malgrat tot seguint la pragmàtica conversacional, i que per tant en el fons està seguint les màximes igualment (en un nivell més profund, a través d'implicatures conversacionals). Així, la importància rau en el que no s'ha dit. Per exemple, respondre "està plovent" a algú que proposa un partit de tennis, només està trencant amb la màxima de relació superficialment (perquè encara que sembli una frase desvinculada del tema original, en realitat l'interlocutor entendrà fàcilment el raonament que ens hi ha portat).

### Saltant-se les màximes
És possible saltar-se una màxima de tal manera que es transmeti un significat diferent del que s'ha expressat de manera literal. Sovint en una conversa algú se salta una màxima per tal de produir un efecte pragmàtic negatiu, com amb el sarcasme o la ironia.
Per exemple, podem saltar-nos la màxima de qualitat dient-li a algú que acaba de caure que "té una elegància realment sorprenent", transmetent evidentment el significat oposat.
Els comediants i escriptors sovint se salten deliberadament les màximes de Grice per tal d'amagar una part de la veritat (mitjançant una tria curosa de les paraules) intentant millorar així l'experiència del lector.
Quan una persona parla saltant-se les màximes deliberadament, l'habitual és que esperi que l'interlocutor entengui les implicacions que hi ha al darrere. En l'exemple de la persona que ha caigut és molt probable que entengui que no estem realment tirant-li floretes. Per tant, la cooperació es manté, però deixa de ser al nivell literal.
Així, com que quan ens saltem les màximes en general ho fem amb l'objectiu de transmetre certa idea, les màximes de Grice són útils tant quan se segueixen com quan no.

## Crítiques
Els detractors de la teoria de Grice defensen que el pragmatisme conversacional, com la major part dels comportaments socials, és quelcom cultural, i que per tant les màximes de Grice i el principi cooperatiu no són universals a causa de les diferències culturals. Per exemple, Keenan defensa que els parlants de Malagaix segueixen un principi cooperatiu totalment oposat per tal d'aconseguir cooperació en la conversa. A la seva cultura, els parlants són reticents a compartir informació i se salten la màxima de quantitat evitant les preguntes directes i contestant respostes incompletes a causa de coses com que allà tenir informació és una forma de prestigi. Tanmateix, com Harnish assenyala, Grice parteix de la premissa que les seves màximes només són vàlides a les converses basades en el pragmatisme conversacional. Els parlants de Malagaix trien no cooperar, valorant més el prestigi de posseir informació (i per tant compartint menys informació).
D'altra banda, alguns teòrics de la rellevància han indicat que les implicacions conversacionals poden donar-se en situacions de no cooperació, la qual cosa no es pot explicar des del marc proposat per Grice. Per exemple, posem que A i B estan planejant unes vacances al sud de França i A proposa que visin l'antic conegut comú Gérard. B sap on viu en Gérard i A sap que B ho sap. Es podria donar un diàleg com el següent:
A: On viu en Gérard?
B: Per allà al sud de França.
A entén que B no vol dir exactament on viu en Gérard, precisament perquè B ha decidit no seguir el principi cooperatiu.